# Norrö
Norrö is een plaats in de gemeente Österåker in het landschap Uppland en de provincie Stockholms län in Zweden. De plaats heeft 242 inwoners (2005) en een oppervlakte van 62 hectare.